# Tour Aliabad

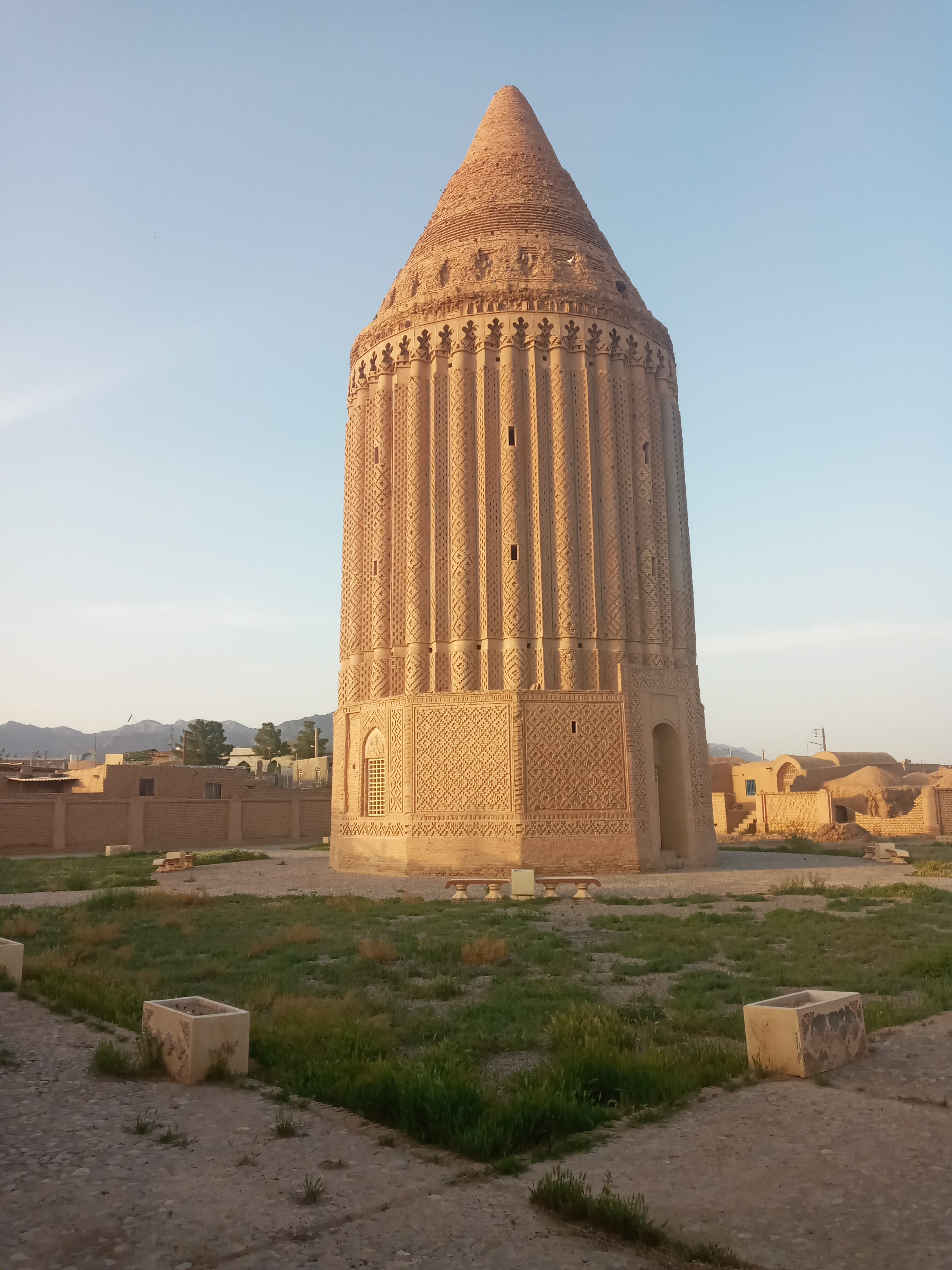
La tour Aliabad

La tour Aliabad est une tour historique du XIVe siècle localisée près de la ville de Bardaskan dans la province iranienne du Khorasan-e-razavi. La hauteur de la tour est de 18 mètres, la circonférence extérieure de 42 mètres et la façade en forme de cône est composée de briques. Le design est similaire à celui des tours du silence. La tour a été ajoutée à la liste des monuments nationaux d'Iran.